# Todi (vino)
Todi è la  denominazione di origine controllata di un vino prodotto in provincia di Perugia.

## Zona di produzione
La zona di produzione delle uve comprende le aree vitate presenti nei comuni di Todi, Massa Martana, Monte Castello di Vibio e Collazzone.

## Storia
Contrariamente a ciò che suggerisce il nome, il Grechetto non sembra avere legami con vitigni greci, ipotesi smentita da ricerche genetiche che lo riconoscono come simile al Pignoletto.
Nel 1825, Acerbi descrisse un'uva chiamata "greca", forse il clone G5; in una pubblicazione del 1806 Molon riassume brevemente le caratteristiche del vitigno; Pasqualoni identificò il biotipo coltivato a Todi.

## Tecniche di produzione
Tutte le operazioni di cantina devono essere effettuate all'interno della zona di produzione, per evitare la confusione con uve analoghe utilizzate per la DOC Colli Martani. Esistono autorizzazioni individuali limitare al territorio dei comuni confinanti.
Il mosto o il vino di Grechetto passito non può venire arricchito né dolcificato, operazioni consentite per le altre tipologie.
Nelle etichette è sempre obbligatorio citare l'anno di vendemmia; in quelle riferite a un vitigno, il nome può precedere il nome "Todi"; è prevista la possibilità di segnalare la menzione "vigna".

## Disciplinare
La DOC è stata approvata con DM 31.05.2010 G.U. 137 scorporando e ampliando la sottozona "Todi" dalla tipologia Grechetto della DOC Colli Martani. Successivamente il disciplinare ha subito le seguenti modifiche:
- DM 30.11.2011 G.U. 295

La versione in vigore è stata approvata con DM 07.03.2014 pubblicato sul sito ufficiale del Mipaaf.

## Tipologie

### Bianco
| uvaggio                        | Grechetto min 50%; altri vitigni a bacca bianca idonei alla coltivazione in Umbria max 50% |
| titolo alcolometrico minimo    | 11,50%                                                                                     |
| acidità totale minima          | 4,50 g/l.                                                                                  |
| estratto secco minimo          | 16,00 g/l                                                                                  |
| resa massima di uva per ettaro | 120 q.                                                                                     |
| resa massima di uva in vino    | 70%                                                                                        |

#### Caratteristiche organolettiche
- Aspetto: giallo paglierino;
- Olfatto: delicato, fruttato;
- Gusto: secco, morbido, fresco, armonico.

#### Abbinamenti consigliati
Antipasti di pesce, primi piatti di pesce, pesce al forno o alla griglia.

### Rosso
|                                | Rosso                 | Rosso superiore       |
| uvaggio                        | Sangiovese minimo 50% | Sangiovese minimo 50% |
| titolo alcolometrico minimo    | 12,00%                | 12,50% vol.           |
| acidità totale minima          | 4,50 g/l.             | 4,50 g/l.             |
| estratto secco minimo          | 20,00 g/l.            | 23,00 g/l.            |
| resa massima di uva per ettaro | 120                   | 108 q.                |
| resa massima di uva in vino    | 70%                   |                       |
| invecchiamento                 | -                     | 12 mesi               |

### Grechetto
In etichetta anche Grechetto di Todi
|                                | Grechetto                                       | Grechetto superiore                             | Grechetto passito                               |
| uvaggio                        | Grechetto minimo 85%; vietate le uve aromatiche | Grechetto minimo 85%; vietate le uve aromatiche | Grechetto minimo 85%; vietate le uve aromatiche |
| titolo alcolometrico minimo    | 12,00% vol                                      | 12,50% vol                                      | 16,00% vol                                      |
| alcole svolto                  | .                                               | .                                               | 12,00% minimo                                   |
| acidità totale minima          | 4,50 g/l.                                       | 4,50 g/l.                                       | 4,50 g/l.                                       |
| estratto secco minimo          | 16,00 g/l                                       | 18,00 g/l                                       | 20,00 g/l.                                      |
| resa massima di uva per ettaro | 100 q.                                          | 90 q.                                           | 100 q.                                          |
| resa massima di uva in vino    | 70%                                             | 70%                                             | 40%                                             |
| invecchiamento                 | -                                               | 5 mesi                                          | 10 mesi                                         |

### Sangiovese
|                                | Sangiovese            | Sangiovese superiore  |
| uvaggio                        | Sangiovese minimo 85% | Sangiovese minimo 85% |
| titolo alcolometrico minimo    | 12,00% vol            | 12,50% vol            |
| acidità totale minima          | 4,50 g/l.             | 4,50 g/l.             |
| estratto secco minimo          | 20,00 g/l             | 23,00 g/l             |
| resa massima di uva per ettaro | 100 q.                | 90 q.                 |
| resa massima di uva in vino    | 70%                   | 70%                   |
| invecchiamento                 | 12 mesi               | 18 mesi               |

### Merlot
|                                | Merlot            | Merlot superiore  |
| uvaggio                        | Merlot minimo 85% | Merlot minimo 85% |
| titolo alcolometrico minimo    | 12,00% vol        | 12,50% vol        |
| acidità totale minima          | 4,50 g/l.         | 4,50 g/l.         |
| estratto secco minimo          | 20,00 g/l         | 23,00 g/l         |
| resa massima di uva per ettaro | 100 q.            | 90 q.             |
| resa massima di uva in vino    | 70%               | 70%               |
| invecchiamento                 | 12 mesi           | 18 mesi           |